# Anisocentropus magnificus
Anisocentropus magnificus är en nattsländeart som beskrevs av Georg Ulmer 1906. Anisocentropus magnificus ingår i släktet Anisocentropus och familjen Calamoceratidae. Inga underarter finns listade i Catalogue of Life.